# Mohamed Bouhalla
Mohamed Bouhalla, född 25 juli 1963, är en algerisk friidrottare. Han deltog vid olympiska sommarspelen 1988.